# Surréalisme belge
Le surréalisme s’est manifesté dans l’entre-deux-guerres en Belgique francophone à travers principalement deux groupes distincts, le groupe de Bruxelles, autour de Paul Nougé et René Magritte, et le groupe du Hainaut, autour d'Achille Chavée et de Fernand Dumont. Dans l'immédiat après-guerre auront lieu deux expériences éphémères : le surréalisme révolutionnaire, que fonde le belge Christian Dotremont et le français Noël Arnaud, et le groupe Haute Nuit, qui tente de relancer l'activité surréaliste dans le Hainaut. Par la suite, les membres des anciens groupes se retrouvent dans divers regroupements ou publications collectives, plus ou moins proches de l'esprit surréaliste : Cobra, La carte d'après nature, Les Lèvres nues, Phantomas, Temps mêlés, Daily-Bul, Edda, Le Vocatif, etc..

## Relations avec le groupe de Paris
Le surréalisme belge se singularise, par rapport aux autres pays où furent créés des groupes surréalistes, (Tchécoslovaquie - Groupe des surréalistes, Roumanie, Angleterre, États-Unis, etc.) par les rapports souvent conflictuels entretenus avec le groupe de Breton. Alors qu'ailleurs, tout différend avec le groupe fondateur conduit à abandonner toute référence directe au surréalisme (Paalen, par exemple), en Belgique, les critiques envers le groupe parisien se feront souvent au nom même du surréalisme, tel que les uns et les autres l'envisagent. 
Le contenu de ces différends variera avec le temps, mais certaines constances se retrouvent d'un groupe à l’autre : la méfiance vis-à-vis de l'inscription du surréalisme dans l'histoire littéraire, le doute vis-à-vis de l'automatisme (Paul Nougé) ou au contraire le retour à un automatisme pur (Cobra). 
À cela s'ajoute une dimension souvent politique, l'engagement des nombreux surréalistes belges, particulièrement auprès du Parti communiste de Belgique, étant source de frictions et de ruptures.

## Histoire du surréalisme en Belgique
Tôt implanté dans le pays, le surréalisme ne l'a jamais vraiment quitté, à travers une foison de revues et de tentatives de regroupement, souvent éphémères. Contrairement à Paris ou Prague, il n'a pas existé en Belgique d'aventure collective continue de longue durée mais un morcellement et une grande variabilité de l'expression. Les conflits de personnes, de perspectives ou d'opinions rendent l’approche de l'histoire du surréalisme dans ce pays d'autant plus malaisée que les traces laissées, - des revues souvent minimalistes, des œuvres marginales, etc - ont peu souvent retenu l'attention des historiens d'art et de littérature, ce qui d'ailleurs n'aurait pas déplu à la plupart.
Il en résulte l'impossibilité de dresser un portrait exhaustif et cohérent de l'activité surréaliste en Belgique, pas plus qu'il n'est envisageable d’espérer fixer des limites claires et objectives à ce qui, dans ce foisonnement inégal, relève ou non de l'aventure surréaliste. Il s'agit simplement ici d’en donner un aperçu, aussi éclaté que son objet.

### Les deux foyers du surréalisme (1924-1940)

#### Le groupe de Bruxelles
La série de tracts intitulée Correspondance, de Paul Nougé, Marcel Lecomte et Camille Goemans, dont la publication commence en novembre 1924, est généralement considérée comme la première manifestation du surréalisme en Belgique. C'est cependant dans les années qui suivent que commencent à s'installer des collaborations épisodiques entre surréalistes parisiens et bruxellois, alors que le groupe s'est élargi, avec l'entrée d'André Souris, de E. L. T. Mesens et René Magritte, puis de Louis Scutenaire et d'Irène Hamoir. 
Hormis les trois numéros de la revue Distance, en 1928, le groupe surréaliste bruxellois ne publie pas de revue propre. Leur participation au surréalisme se signale par la signature de différents tracts issus du groupe de Paris (La révolution d'abord et toujours, L'affaire Aragon, Violette Nozière), par des numéros spéciaux de revues réunissant surréalistes belges et français (Variétés: Le surréalisme en 1929; Documents 34 (Rédacteur en chef: E. L. T. Mesens): Intervention surréaliste) et enfin par leur participation à la première exposition surréaliste d'envergure internationale, l'exposition Minotaure organisée au Palais des Beaux-Arts de Bruxelles en mai et juin 1934, par E.L.T. Mesens, avec l'aide de Breton et Éluard, sous le patronage des éditions Skira. D'autre part, Camille Goemans part s'installer à Paris dès 1925, où le rejoint, de 1927 à 1930, René Magritte. 
Malgré ces nombreuses collaborations, l'adhésion du groupe Correspondance au surréalisme n'est pas sans réserve. Avant de rejoindre Nougé et Goemans, Magritte et Mesens avaient publié une revue, Œsophage d'esprit dadaïste et provocante à l’égard des surréalistes parisiens. L'esprit dadaïste n'a d’ailleurs jamais tout à fait quitté le surréalisme bruxellois, et c’est peut-être à lui qu'il faut attribuer cet « humour » propre à cette variante du surréalisme, humour dont se méfiait quelque peu André Breton.
Mais c'est surtout Nougé, qui fait peu à peu figure de théoricien du groupe, qui marque, au moins à cette époque, de sérieuses réticences vis-à-vis de l'écriture automatique, placée alors au centre du surréalisme par Breton, et qui s’inquiète de l'institutionnalisation grandissante du surréalisme. 
Les surréalistes bruxellois se distinguent aussi par l'intérêt qu'ils portent à la musique, art dédaigné par le groupe de Paris. Cet intérêt se marque entre autres par la présence du compositeur André Souris. Ce dernier sera exclu en 1936, pour avoir dirigé une messe des artistes. Il participera néanmoins après-guerre à la revue Les Lèvres nues.
Après la guerre, Nougé et Magritte refusent de participer à la tentative de regroupement tentée par Achille Chavée, à cause de la présence de Christian Dotremont, auquel ils reprochent un article élogieux à l'égard de Jean Cocteau. 
Magritte, soutenu entre autres par Nougé, Joë Bousquet et Marcel Mariën qui a rejoint le groupe en 1937, ébauche dans un tract sa théorie du Surréalisme en plein soleil, accentuant le divorce avec les surréalistes parisiens. 
Le groupe de Bruxelles se retrouvera encore, presque complet, dans la revue La carte d'après nature, dirigée par Magritte. La rupture progressive de Magritte avec ses anciens amis, Nougé et Mariën, met fin à l'existence du groupe proprement dit, bien que chacun de ses membres continueront à intervenir dans diverses publications.

##### Principaux animateurs
- Pol Bury (1922-2005) peintre et sculpteur
- Paul Colinet (1898-1957), écrivain
- Camille Goemans (1900-1960), écrivain
- Jane Graverol (1905-1984)  peintre et créatrices de collages
- Irène Hamoir (1906-1994), écrivain
- Marcel Lecomte (1900-1966), écrivain
- René Magritte (1898-1967), peintre
- Marcel Mariën (1920-1993) écrivain, poète, essayiste, éditeur, photographe, cinéaste, collages et objets insolites.
- E. L. T. Mesens (1903-1971), écrivain et créateurs de collages
- Paul Nougé (1895-1967), écrivain
- Louis Scutenaire (1905-1987), écrivain
- Max Servais (1904-1990)
- André Souris (1899-1970), musicien
- Raoul Ubac (1910-1985), peintre, graveur et sculpteur
- Suzanne Van Damme (1901-1986), peintre

#### Le groupe du Hainaut
Fondé par Achille Chavée, Albert Ludé, André Lorent et Marcel Parfondry, le groupe louviérois Rupture n'entend pas initialement intervenir sur le plan artistique et littéraire. C'est sous l'impulsion du poète montois Fernand Dumont qu'il va s'orienter plus nettement vers le surréalisme. Dumont, ancien condisciple de Chavée, a découvert les écrits surréalistes en 1931, rencontré en septembre 1933 à Paris Éluard et Breton, et est en contact avec les Bruxellois par l'intermédiaire de son ami Max Servais.
Le 13 avril 1935, sous l'impulsion de Dumont et E. L. T. Mesens venu en invité, le groupe adhère au surréalisme. Il collabore ensuite avec le groupe de Bruxelles, cosignant le Bulletin international du surréalisme et l'exclusion d’André Souris.
Fin octobre, avec l'aide de Mesens, le groupe organise à La Louvière une exposition internationale du surréalisme qui rencontre peu d’écho. Dans la foulée paraît le cahier Mauvais temps 1935, destiné à être annuel, et qu'André Breton accueille très favorablement. Mais en 1936, Achille Chavée part pour l’Espagne, s'engageant dans les brigades internationales. Son absence laisse le groupe à ses dissensions, entre "politiques" et "poètes", le rendant incapable de publier Mauvais temps 1936.
Au retour de Chavée, ce sont d’autres dissensions, plus nettement politiques, qui minent le groupe: en Espagne, il a siégé aux côtés des communistes dans les tribunaux révolutionnaires, et il est accusé d’avoir ainsi participé à l’exécution des militants non staliniens, anarchistes et trotskistes notamment. Les tensions ente trotskistes (Ludé, Lorent, Havrenne) et staliniens (Chavée, Dumont, Simon) provoquent l'éclatement du groupe lorsqu'André Breton leur demande d’adhérer à la F.I.A.R.I. (Fédération Internationale de l'Art Révolutionnaire Indépendant) qu'il vient de fonder avec Léon Trotski. 
Le 1er juillet 1939, Dumont et Chavée et par l'aide de Benjamin Pavard, rejoint par Armand Simon, Pol Bury, Constant Malva, Marcel Lefrancq, Louis Van de Spiegele et Lucien André, fondent le Groupe Surréaliste du Hainaut, provoquant la réaction négative de E. L. T. Mesens, adhérent depuis 1938 à la F.I.A.R.I., et qui juge incompatible la qualité de surréaliste et l’engagement stalinien de Chavée. La guerre survient, qui met fin aux dissensions comme aux activités dans le Hainaut.

##### Principaux animateurs
- Pol Bury (1922-2005), peintre et sculpteur
- Achille Chavée (1906-1969), écrivain
- Fernand Dumont, (1906-1945), écrivain
- Marcel Havrenne (1912-1957), écrivain
- Marcel Lefrancq (1916-1974), photographe
- André Lorent (1901-1981)
- Constant Malva (1903-1969)
- Armand Simon (1906-1981), dessinateur
- Louis Van de Spiegele (1912-1971)

### Feux de positions (1940-1945)
Pendant la guerre, l'activité des surréalistes belges se partage entre Paris, où plusieurs collaborent au groupe La Main à plume et Bruxelles, où René Magritte et Raoul Ubac publient la revue L'Invention collective, qui n'aura que deux numéros, en février et avril 1940. Cette revue aura pour principaux collaborateurs E. L. T. Mesens, Marcel Mariën, Louis Scutenaire, Irène Hamoir et les membres du groupe surréaliste en Hainaut.
Sous l'occupation, deux expositions, l'une de Raoul Ubac en mai 1941, l'autre de René Magritte en 1944, toutes deux préfacées par Paul Nougé, sont dénoncées par la presse collaborationniste, entre autres sous la plume de Marc Eemans, ancien membre éphémère du groupe de Bruxelles de 1927 à 1929. 
Dans le Hainaut, après la participation à L'Invention collective, toute activité est suspendue: Achille Chavée, recherché pour ses activités politiques, doit se cacher et Fernand Dumont, déporté en 1942, mourra en captivité en 1945.

### Reprises éphémères (1945-1950)

#### Le surréalisme révolutionnaire
Le poète et peintre Christian Dotremont a découvert le surréalisme durant la guerre et participé à la revue française La Main à plume. De retour à Bruxelles, il fonde la revue Les deux sœurs, ouverte à une large participation. Dans le no 3, il signe un article Le surréalisme révolutionnaire. Après plusieurs réunions, auxquelles participent de nombreux membres des anciens groupes du Hainaut et de Bruxelles, la naissance du nouveau mouvement est actée le 17 mai 1947, et un manifeste, écrit par Dotrement et Jean Seeger, incorpore les diverses remarques des participants. En juin, le tract Pas de quartiers dans la révolution! signifie la rupture définitive avec le groupe de Breton. 
Noël Arnaud, l'un des animateurs de La main à plume, ayant repris contact avec Dotremont, réunit plusieurs artistes, dont Yves Battistini et Édouard Jaguer. Ce dernier lit l'article de Dotremont. Les participants évitent néanmoins d'attaquer Breton, mais celui-ci estime que les surréalistes-révolutionnaires et lui "n'ont pas la même conception de la révolution, de la vérité, de la droiture et de l'honneur. La rupture avec Breton est consommée par le tract La cause est entendue, signée par les surréalistes-révolutionnaires belges et français.
Si l'importance donnée à l’engagement politique est l'une des causes de cette rupture, le fait que, pour tous les surréalistes-révolutionnaires, cet engagement signifie l'alignement avec les thèses des partis communistes français et belge, constitue le véritable point de non-retour.  
L'espoir de concilier surréalisme et partis communistes sera de courte durée. Le PCF, toujours attaché en art au réalisme socialiste convoque Noël Arnaud et Edouard Jaguer, les sommant de mettre fin à leurs activités. Ceux-ci obtempèrent. La fin de l'activité surréaliste-révolutionnaire en France ne signe pas immédiatement la fin du mouvement, officiellement dissous en 1950. Mais en réalité, il se fond peu à peu dans un nouveau mouvement, fondé par deux surréalistes-révolutionnaires, Asger Jorn et Christian Dotremont : CoBrA.

##### Principaux animateurs en Belgique
- Christian Dotremont (1922-1979), écrivain et créateur de logogrammes
- Achille Chavée (1906-1969), écrivain
- Paul Bourgoignie (1915-1995), poète et dessinateur

#### Cobra

##### Principaux animateurs en Belgique
- Christian Dotremont (1922-1979), écrivain et créateur de logogrammes
- Pierre Alechinsky (1927), peintre et graveur
- Joseph Noiret (1927), Poète et critique

#### Haute nuit et Schéma

##### Principaux animateurs
- Achille Chavée (1906-1969), écrivain
- Marcel Lefrancq (1916-1974), photographe
- Armand Simon (1906-1981), dessinateur
- Louis Van de Spiegele (1912-1971)
- Remy van den Abeele (1918-2006), peintre et sculpteur

### Prolongements, ruptures et éparpillement (1950 à nos jours)

#### Temps mêlés

##### Principaux animateurs
- Jane Graverol (1905-1984), peintre
- André Blavier (1922-2001), poète et écrivain
- Robert Willems (1926-2011), peintre

#### Les Lèvres nues

##### Principaux animateurs
- Marcel Mariën (1920-1993), écrivain, éditeur et créateur de collages et d'objets
- Jane Graverol (1905-1984), peintre
- Paul Nougé (1895-1967), écrivain
- Roger Van de Wouwer (1933-2005), peintre
- André Souris (1899-1970), musicien

#### Phantomas(1953-1980)

##### Principaux animateurs
- Joseph Noiret (1927), poète et critique
- Marcel Havrenne (1912-1957), écrivain
- Marcel et Gabriel Piqueray, écrivains
- François Jacqmin (1929-1992), poète
- Pierre Puttemans (1933-2013) poète et architecte
- Théodore Koenig (1922-1996) poète

#### Daily-Bul

##### Principaux animateurs
- Pol Bury (1922-2005), peintre et sculpteur
- Marcel et Gabriel Piqueray, écrivains
- André Balthazar, poète

#### Edda

##### Principaux animateurs
- Jacques Lacomblez (1934), peintre, dessinateur, poète
- Marie Carlier,(1920-1986)
- Jacques Zimmermann (1929), peintre, décorateur et dessinateur
- Jacques Matton (1939-1969), peintre, dessinateur et poète

#### Le Vocatif

##### Principaux animateurs
- Tom Gutt (1941-2002), écrivain, créateur d'objets et éditeur
- Yves Bossut (1941), peintre
- Gilles Brenta (1943), peintre
- Claudine Jamagne, peintre et illustratrice
- Roger Van de Wouwer (1933-2005), peintre

## Cinéma
Quelques films surréalistes ont fait date dans l'Histoire du cinéma belge. 
Par exemple, en 1929, inspiré par le poète Pierre Bourgeois, le cinéaste Charles Dekeukeleire réalise Histoire de détective, un montage-collage d'inspiration surréaliste dont l'histoire embrouillée est tournée en caméra subjective. Le détective va employer un appareil de prise de vues comme instrument d'investigation. La caméra devient ainsi le personnage principal et sa subjectivité, le sujet essentiel.
La même année, le comte Henri d'Ursel, né à Bruxelles, tourne à Paris, un peu à la manière de Louis Feuillade, La Perle, d’après le scénario du poète Georges Hugnet, une histoire à multiples rebondissements non dépourvue d’érotisme.  
Un peu plus tard, Ernst Moerman, poète et ami d’Éluard, également fasciné par les films à épisodes de Feuillade, propose une vision onirique et subversive du redoutable héros de Pierre Souvestre et Marcel Allain, avec Monsieur Fantômas, un moyen métrage muet dont la première a lieu au Palais des beaux-arts de Bruxelles le 12 octobre 1937, alors qu’on y projette également Un chien andalou.
Marcel Mariën produit et réalise en 1959 le film L'Imitation du cinéma, auquel participe Tom Gutt, farce érotico-freudienne contre l'Église, qui provoque le scandale et l'intervention du parquet en Belgique et sera projeté clandestinement en France après avoir été interdit par la censure. 
Son adepte Jan Bucquoy fera en 1996 le film Camping Cosmos (avec entre autres Jacques Calonne) qui donne une vision imaginaire des Belges pendant leurs vacances.

### Filmographie
- 1970 : Introduction au Surréalisme en Belgique de Lucien Deroisy et Jean Dypréau (Production du Service Cinéma du Ministère de l’Éducation Nationale, Bruxelles)

## Artistes souvent associés au surréalisme
- Rachel Baes (1912-1983), peintre
- Marcel Delmotte (1901-1984), peintre
- Paul Delvaux (1897-1994), peintre
- Marc Eemans (1907-1988), peintre
- Jane Graverol (1905-1984), peintre

### Revues et éditions
- 1924 - Correspondance (Goemans, Magritte, Nougé, Lecomte), 26 tracts, novembre 1924 - septembre 1925, Bruxelles; collection Fac-similé, Didier Devillez éditeur, Bruxelles, 1993.
- 1925 - Œsophage, (Magritte, Mesens), un numéro, mars 1925, Bruxelles; collection Fac-similé, Didier Devillez éditeur, Bruxelles, 1993.
- 1926 - Marie (Goemans, Mesens, Nougé), quatre numéros, juin 1926 - 1927, Bruxelles; collection Fac-similé, Didier Devillez éditeur, Bruxelles, 1993.
- 1928 - Distances (Goemans, Lecomte, Magritte, Mesens, Nougé), trois numéros, février-avril 1928, Paris; collection Fac-similé, Didier Devillez éditeur, Bruxelles, 1994.
- 1929 - Le Sens propre (Goemans, Magritte), cinq tracts, février-mars 1929, Paris; collection Fac-similé, Didier Devillez éditeur, Bruxelles, 1995.
- 1933 - Éditions Nicolas Flamel (Mesens)
- 1934 - Documents 34 (Mesens), 1934-1935, Bruxelles; collection Fac-similé, Didier Devillez éditeur, Bruxelles.
- 1935 - Mauvais temps(Chavée), un numéro, La Louvière; collection Fac-similé, Didier Devillez éditeur, Bruxelles, 1993.
- 1940 - L'Invention collective (Magritte, Ubac), deux numéros, février-avril 1940, Bruxelles; collection Fac-similé, Didier Devillez éditeur, Bruxelles, 1995.
- 1941 - L'Aiguille aimantée (Mariën), Anvers.
- 1945 - Réponse (Goemans), un numéro, Bruxelles.
- 1945 - La Terre n'est pas une vallée de larmes (Mariën), un cahier, Bruxelles; collection Fac-similé, Didier Devillez éditeur, Bruxelles, 1993.
- 1945 - Le Ciel bleu (Mariën, Colinet, Dotremont), neuf numéros, février-avril 1945, Bruxelles.
- 1945 - Le Salut public (Dotremont et  Jean Seeger), Bruxelles.
- 1946 - Le Suractuel (Dotremont), un numéro, Bruxelles.
- 1946 - La Grasse matinée (Dotremont et Jean Seeger), un numéro, Bruxelles.
- 1946 - Le Miroir infidèle (Mariën, Magritte), 1946 - 1947, Bruxelles.
- 1946 - Les Deux sœurs (Dotremont), trois numéros, 1946-1947, Bruxelles.
- 1946 - Le Suractuel (Dotremont), un numéro, Bruxelles.
- 1947 - Le Petit Jésus (Noël Arnaud et Christian Dotremont), onze numéros entre 1951 et 1963, Paris.
- 1948 - Bulletin international du surréalisme révolutionnaire (Dotremont), un numéro, janvier 1948, Bruxelles.
- 1950 - La Feuille chargée (Magritte et Mariën), un numéro, mars 1950, Bruxelles.
- 1952 - La Carte d'après nature (Magritte), dix numéros et deux numéros spéciaux, 1952-1956, Bruxelles.
- 1953 - Phantomas (Théodore Kœnig, Joseph Noiret et Marcel Havrenne), soixante-trois numéros, 1953 - 1980, Bruxelles
- 1954 - Les Lèvres nues (Mariën), douze numéros, 1954 - 1958 (première série) ; douze numéros, 1969 - 1975 (deuxième série), Bruxelles.
- 1957 - Daily-Bûl (André Balthazar et Pol Bury), 14 numéros, 1957-1983, La Louvière
- 1958 - Edda (Jacques Lacomblez), cinq numéros, 1958 - 1964, Bruxelles
- 1960 - Après Dieu (Tom Gutt et Jean Wallenborn), 1960 - 1967, deux numéros en 1961 et 1962, Bruxelles
- 1961 - Rhétorique (Magritte et André Bosmans), 1961 - 1966, treize numéros, Tilleur-lez-Liège.
- 1963 - Vendonah (Tom Gutt), 1963 - 1964, vingt-neuf numéros, Bruxelles.
- 1963 - Strates (Dotremont), 1963 - 1966, sept numéros, Bruxelles.
- 1968 - Le Fait accompli  (Mariën), 135 numéros, 1968 - 1975, Bruxelles.
- 1968 - Une Passerelle en papier (Tom Gutt), Bruxelles.
- 1972 - Le Vocatif (Tom Gutt), octobre 1972, [250 numéros en décembre 1987], Bruxelles.